# الوجيهية
الوجيهية هي إحدى النواحي التابعة إلى قضاء المقدادية ضمن أقضية محافظة ديالى.

## الموقع
تقع ناحية الوجيهية بين قضاء بعقوبة وقضاء المقدادية على الطريق الدولي الرابط بين بغداد والمنافذ الحدودية مع إيران.

## المقاطعات والقرى
تحتوي الناحية على العديد من القرى والمقاطعات الزراعية، ومنها:
- الشيخ سعيد
- أبو حديد
- بدينة
- أبو جسرة الجنوبية
- البهامية
- أبو جسرة الشمالية
- حربتيلة
- الحمزة
- عكر
- رميلات
- دويلية
- بركنية
- العزية
- قرية العمرانية
- كردوش
- القاوغجي
- أبو طبول
- سويدي الكبير
- قرية اسنيجق
- قرية الوجيهية
- أبو عرابيد
- الاسود
- أبو الورد
- الكوز
- بز الشاخة.